# Tanystylum antipodum
Tanystylum antipodum is een zeespin uit de familie Ammotheidae. De soort behoort tot het geslacht Tanystylum. Tanystylum antipodum werd in 1977 voor het eerst wetenschappelijk beschreven door Clark. 